# Oligoryzomys longicaudatus
El ratón de cola larga, lauchita de los espinos, pericote o colilargo (Oligoryzomys longicaudatus) es una especie de roedor de la familia Cricetidae. Vive en Chile y en Argentina a menos de 2000 m s. n. m., en sectores precordilleranos, zonas rurales y cerca de cursos de agua.
Es un pequeño roedor de pelaje corto y suave, dorso café claro a amarillo ocre y vientre grisáceo. Es llamado «colilargo» o «de cola larga» puesto que su cola mide dos veces su cuerpo: El cuerpo mide entre 6 y 8 cm mientras que la cola alcanza los 11 y 15 cm de longitud. Pesa entre 17 y 35 gramos.
Es de hábitos nocturnos aunque tiene periodos de actividad crepuscular. Es saltador, se desplaza dando saltos. Trepa a los árboles, desplazándose por el dosel del matorral y árboles de poca altura, durante la época reproductiva, lo que le permite construir nidos arbóreos u ocupar nidos de aves abandonados.
Come semillas, frutos, pequeños artrópodos, pequeños reptiles y hongos. Las hembras se reproducen a los pocos meses de edad, y pueden tener hasta tres camadas al año con cinco crías en promedio cada una.
Un 5 % de los ejemplares de esta especie es portador del virus hantavirus y lo puede transmitir a los humanos a través del contacto con heces, orina, saliva, mordeduras o contacto directo, también al inhalar aire contaminado con algunos de los medios anteriores, provocando una enfermedad denominada síndrome pulmonar por hantavirus que tiene alta mortalidad.
Junto con otras especies, este roedor genera un fenómeno denominado «ratada», que es una gran proliferación de la población de roedores gracias a la gran abundancia de semillas producida luego de la floración masiva del colihue y la quila. Esta floración se produce cada 60 años por lo que el evento es poco común.